# Airbus A321

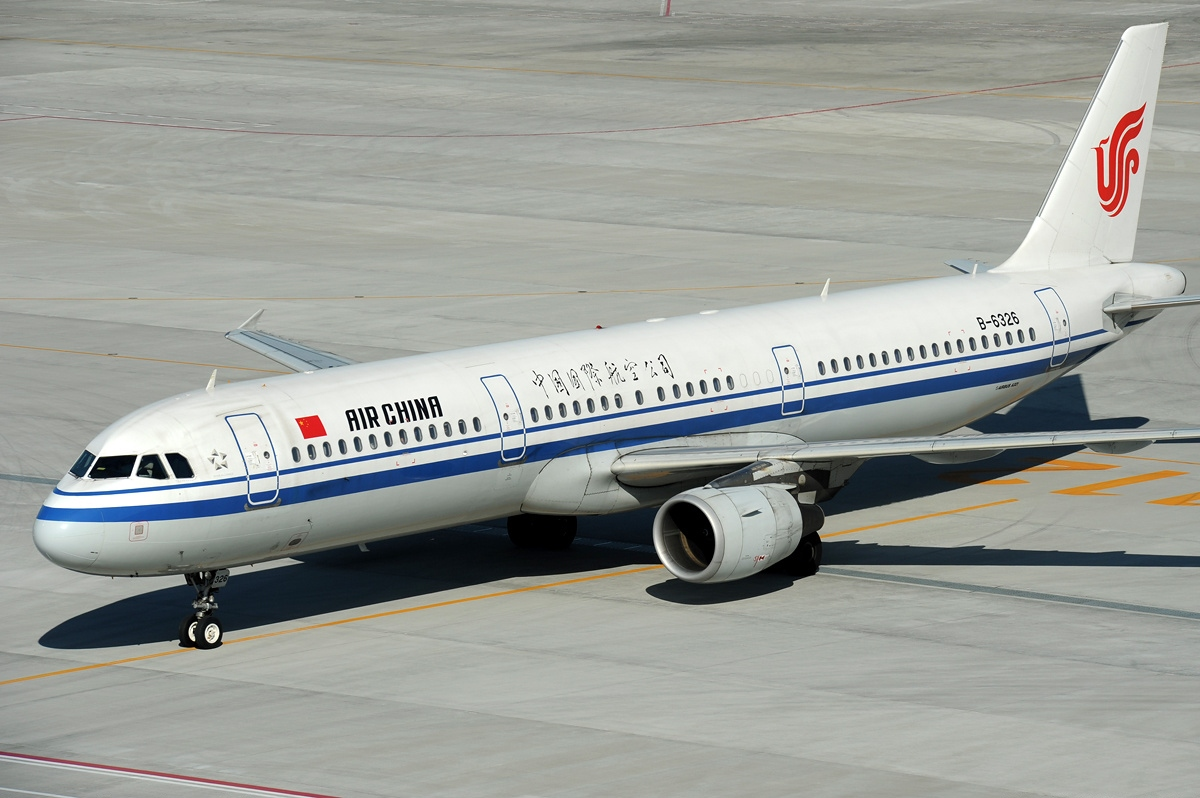
Airbus A321-211 Air China в токійському аеропорті Ханеда (Січень 2011).

Airbus A321, або ж просто A321 (укр. Аеробус А-321) — є членом сімейства Airbus A320 мало та середньомагістральних, вузькофюзеляжних, комерційних пасажирських двомоторних реактивних авіалайнерів. Він перевозить від 185 до 236 пасажирів. Він має розтягнутий фюзеляж, який був першою похідною від базового A320 і надійшов в експлуатацію в 1994 році, приблизно через шість років після оригінального A320. Літак має спільний рейтинг типу з усіма іншими варіантами сімейства Airbus A320, що дозволяє попереднім пілотам сімейства A320 керувати літаком без необхідності додаткового навчання.